# 에메사의 헬리오도로스

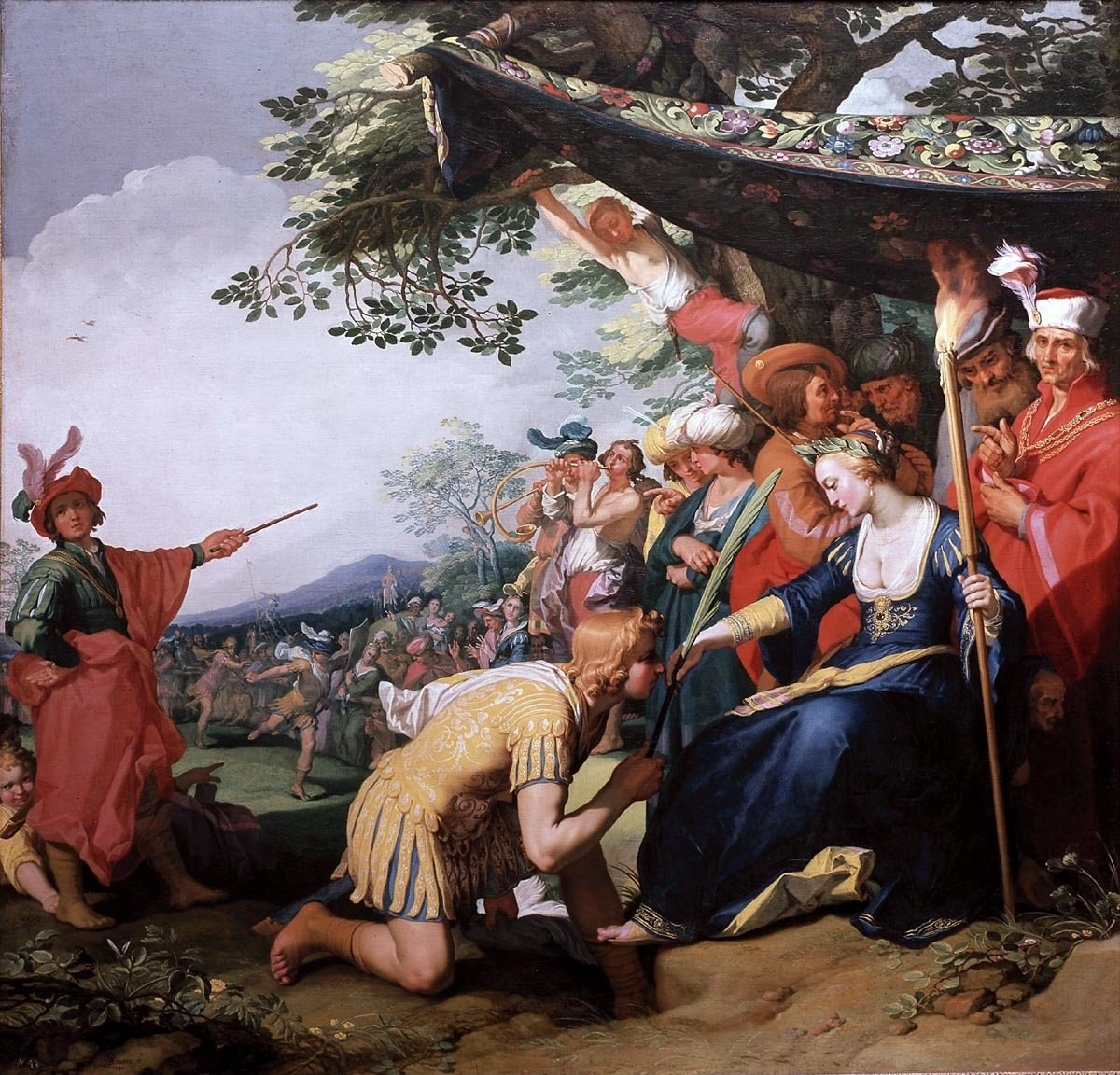

에메사의 헬리오도로스는 3세기 에메사, 시리아 태생의 고대 그리스 작가로, 《아에티오피카》 (에티오피아 이야기), 또는 《테아게네스와 카리클레이아》라는 제목의 고대 그리스 소설의 저자이다.
헬리오도로스의 기록에 따르면 그의 아버지 이름은 테오도시우스이며, 그는 태양을 숭배하는 사제 집안에서 태어났다. 소크라테스 스콜라티쿠스 (5세기)는 《아에티오피카》의 저자를 트리카의 신관 헬리오도로스로 보았다. 니케포루스 칼리스투스 (14세기)는 이 신관이 기독교도가 되기 전 젊은 시절이 작품을 썼는데, 자신의 저서임을 부정하거나 신관을 포기하는 것중에 선택을 해야하자 후자를 선택했다고 보았다. 그러나 대부분의 학자들은 이 두가지 설을 부정한다.